# Omfalé
Omfalé (latinsky Omphale) byla v řecké mytologii lýdskou královnou.
V bájích nefiguruje pro své osobní osudy, ale jako krutá vládkyně a nymfomanka. Do jejího otroctví musel vstoupit hrdina Héraklés, aby se očistil z vraždy. Zabil totiž Ífita, syna oichalského krále Euryta. Héraklés si přišel získat královskou dceru Iolu za ženu, porazil jejího otce, mistra v lukostřelbě, což byla podmínka. Ale Eurytos mu Iolu nedal, naopak ho s urážkami vyhnal. Když shodou okolností došlo ke krádeži králova stáda, byl Héraklés nařčen ze zlodějství. Ífitos, který chtěl očistit jeho čest, protože zlému nařčení nevěřil, na svou dobrou vůli doplatil. Héraklés ve vzteku z té pomluvy Ífita shodil z hradní věže.
U Omfalé pobyl Héraklés jeden nebo tři roky. Královna byla zlá, domýšlivá a krutá žena s maskulinními sklony, která muže týrala a ponižovala. Nutila prý Hérakla chodit v ženských šatech a pracovat se služkami. Sama chodila s jeho kyjem a oděna do lví kůže. Znakem krutosti bylo prý i to, že mu dávala občas dovolenou (při jedné z nich byl na moři s Argonauty), aby pak ještě hůře trpěl otroctvím. Kromě toho se Omfalé do Hérakla zamilovala, sváděla ho a přála si, aby jí dal syna. To se jí podařilo, narodil se jí Atys, zakladatel nové dynastie lýdských králů.

## Odraz v umění
Omfalé bývá vyobrazena v roli muže-hrdiny, s Héraklovou lví kůží na hlavě a s jeho kyjem v ruce. Tomu odpovídá i její dominantní pozice nad vězněným Héraklem. Někdy drží jako symbol ženských prací přeslici, kterou podává Héraklovi. Z období antiky se zachovala jen vzácná vyobrazení této mytologické epizody v římské mozaice v Národním archeologickém muzeu v Madridu a na fresce z Pompejí. Z raného novověku jsou známy především čtyři obrazy:
- Omfalé se služkami nutí Hérakla příst, Lucas Cranach starší, Sasko kolem 1510
- Héraklés a Omfalé od Bartholomea Sprangera (z konce 16. století, z Kunstkomory Rudolfa II., nyní Kunsthistorisches Museum ve Vídni)
- Héraklés a Omfalé Petra Paula Rubense, Antverpy 1602, Louvre
- Héraklés a Omfalé, Francois Lemoine, olejomalba na plátně, Paříž 1724, Louvre

V malířství pozdního 19. a 20. století se Omfalé stala námětem různých žánrových scén feminismu nebo erotických scén.
- Philippe-Jacques van Bree: Omfalé stojí modelem ve škole žen-malířek, Brusel kolem 1830

## Galerie

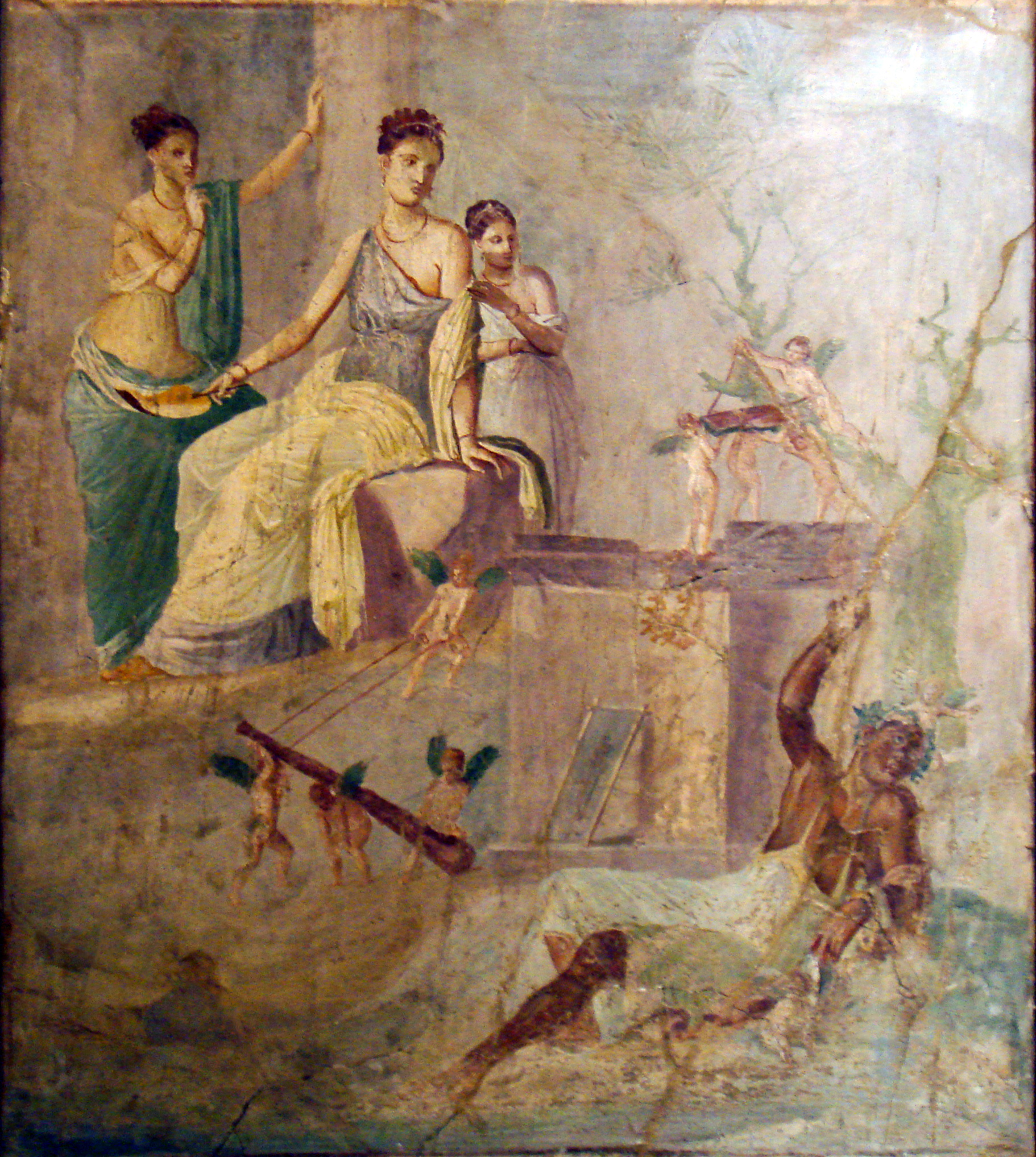
Opilý Héraklés a Omfalé, antická freska z Pompejí
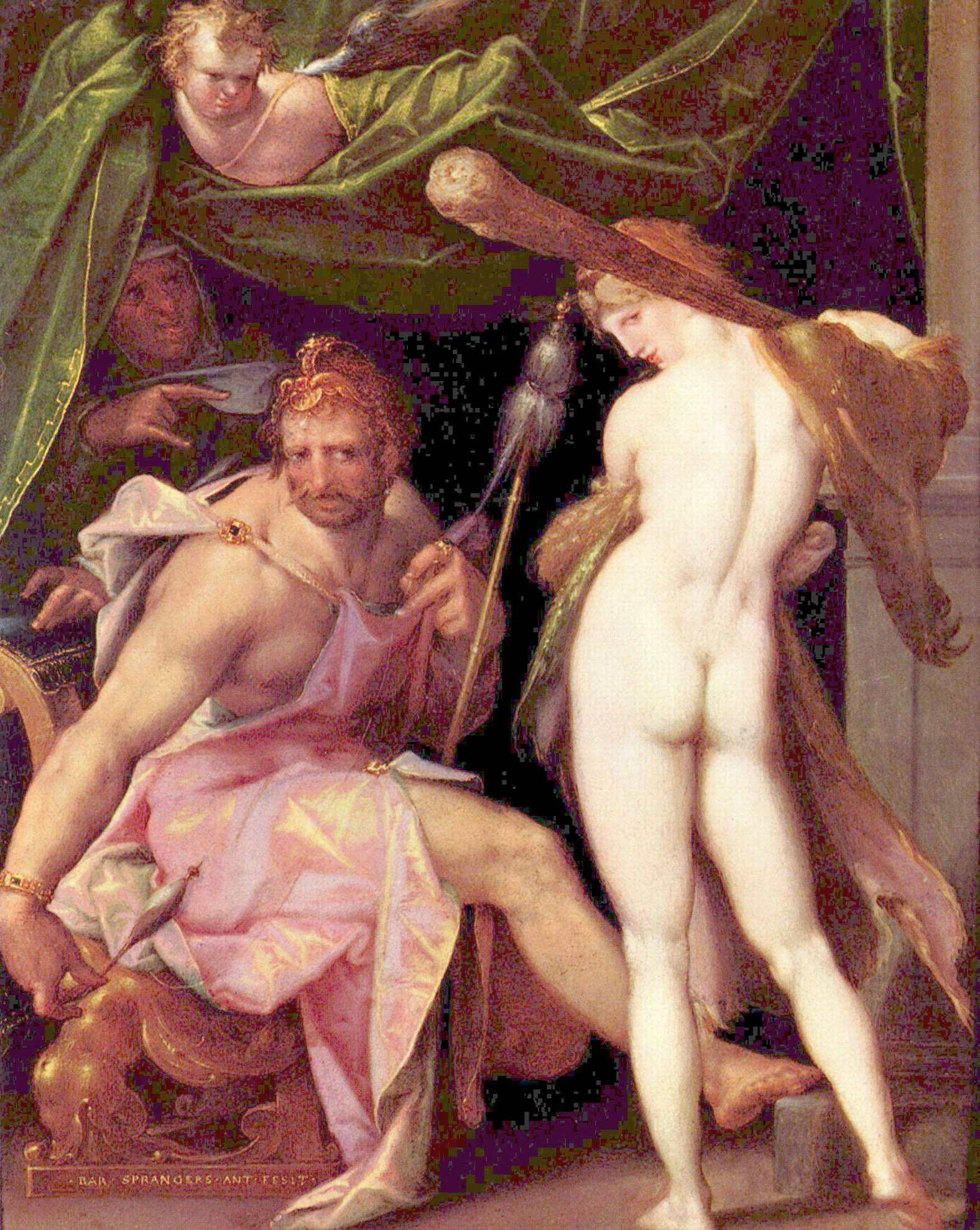
Héraklés a Omfalé, obraz Bartholomea Sprangera
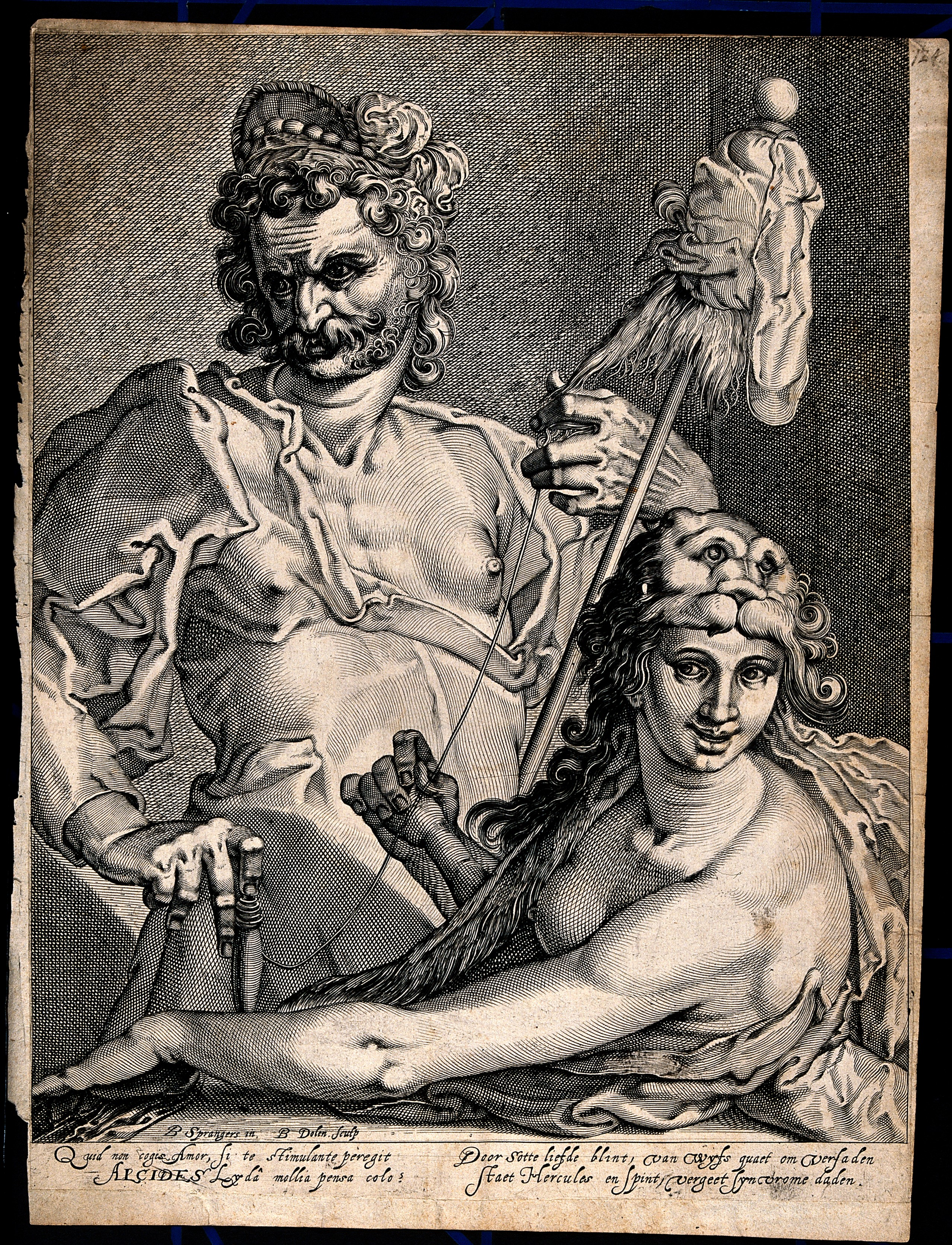
Omfalé při práci svádí Hérakla, mědirytina podle B. Sprangera, B. W. Dolendo, po 1600
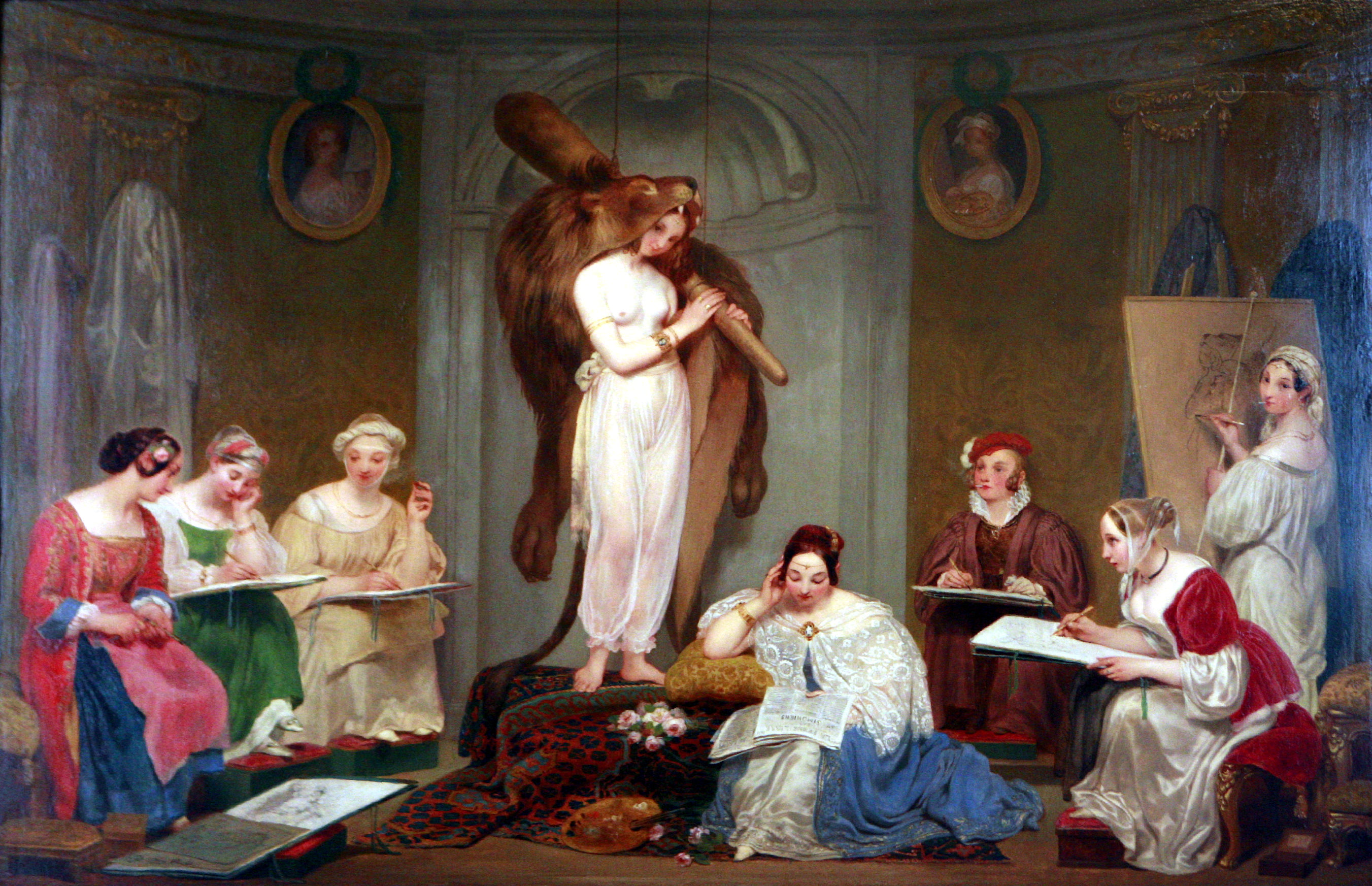
Philippe Van Bree: Ženy malují Omfalé